# David John de Laubenfels
David John de Laubenfels ou DJ de Laubenfels (1925 - 6 février 2016) est un botaniste américain connu pour être un expert des conifères tropicaux,.